# تيومين
تيومين (بالروسية: Тюмень) هي إحدى مدن روسيا في الكيان الفدرالي الروسي تيومين أوبلاست.
تقع مدينة تيومين في غرب سيبيريا على نهر تورا. تبعد المدينة عن العاصمة موسكو مسافة 1725 كم. وتبلغ مساحتها حوالي 240 كيلومترا مربعا وتعداد نفوسها 610 الآف نسمة. تعتبر المدينة العاصمة غير الرسمية لصناعة النفط والغاز في روسيا.
تأسست المدينة عام 1586 كمعظم المدن الروسية كحصن وقلعة لحماية حدود الدولة الروسية من هجمات الاعداء وغزوات القبائل الرحل. لقد اختير موقع المدينة في سهل شاسع تحده من الجهة الغربية الوديان ونهر تيومينكا ومن الشرق نهر تورا. كما ان المدينة تقع على الطريق التجارية الموصلة بين حوض الفولغا واسيا الوسطى. مع زوال خطر الحرب تحول سكان المدينة إلى الزراعة وتربية المواشي ومزاولة بعض الحرف كالحدادة ودباغة الجلود وسبك وصناعة الاجراس وغيرها.
عام 1836 أنتجت أول سفينة بخارية في سيبيريا وبدأت تمخر في مياه نهر تورا، وفي عام 1885 بدأ تسيير القطارات على خط سكك حديد تيومين – يكاتيرينبورغ وبعده على الخط الواصل بين تيومين ومدينة اومسك. وازدهرت المدينة وتطورت في نهاية القرن الـ 19 حيث تطورت فيها صناعة بناء السفن والصناعات الخشبية والجلدية وصناعة السجاد والانسجة وبلغ تعداد نفوسها أكثر من 30 الف نسمة وفيها 12 كنيسة وحوالي 2400 مبنى وحوالي 300 متجر.
بعد ثورة أكتوبر عام 1917 واقامة السلطة السوفيتية افتتحت في المدينة مؤسسات صناعية وتعليمية وثقافية وصحية جديدة. واشتهرت المدينة بإنتاج بواخر القطر والصنادل وماكينات الخراطة وغيرها من البضائع.
ومع بداية الحرب الوطنية العظمى (1941 – 1945) اجليت إلى المدينة مجموعة من المصانع التي بدأت ومصانع المدينة الأساسية بإنتاج القوارب المدرعة ومدافع الهاون والدراجات النارية والأجهزة الكهربائية للدبابات والعتاد والقنابل والملابس والاحذية الشتوية والمواد الغذائية التي كانت جميعها مخصصة للمقاتلين في جبهات القتال.
وبعد انتهاء الحرب عادت المؤسسات الصناعية إلى سابق إنتاجها الاعتيادي كما افتتحت في المدينة مصانع ومؤسسات تعليمية وثقافية جديدة. وكان اكتشاف مكامن النفط والغاز في المقاطعة عاملا مهما في تطور المدينة وازدهارها وتوسعها. وبوشر عام 1966 بإنشاء خط سكك الحديد الذي يربط بين تيومين وتوبولسك وسورغوت ونيجني فارتوفسك، وأصبحت المدينة أهم نقطة تزويد المناطق الشمالية بالبضائع والمؤن. كما انشئت مؤسسات اختصاصية ومكاتب التصاميم الهندسية.
ان مدينة تيومين اليوم مركز صناعي وعلمي وثقافي ورياضي كبير. لقد تغيرت معالم المدينة جدا في السنوات الأخيرة وظهرت احياء سكنية وشوارع وجسور حديثة.
تتمركز في المدينة مقرات ومكاتب شركات استخراج النفط ونقله وتكريره مثل شركة «لوك اويل – غرب سيبيريا» و«تيومين نفط وغاز» و«تي ان كا – بي بي» وغيرها. وإضافة إلى مؤسسات صناعة النفط والغاز تتمركز في المدينة مصانع بناء الماكينات ومصنع بناء السفن ومصنع البطاريات ومصانع الاخشاب والصناعات الكيميائية والصناعات الخفيفة والغذائية والمعدات والأجهزة الطبية وغيرها.
لقد ساعد اكتشاف مكامن النفط والغاز في مقاطعة تيومين على تطور كبير في قطاع العلوم والتعليم في المدينة. حيث افتتحت مجموعة كبيرة من معاهد البحوث العلمية ومكاتب التصاميم والجامعات مثل معهد بحوث طبقة الجليد ومعاهد أخرى تابعة لأكاديمية العلوم الروسية ومعاهد أخرى للعلوم التطبيقية وخاصة في قطاع النفط والغاز. ومن الجامعات العاملة في المدينة، جامعة تيومين الحكومية وجامعة الهندسة المدنية والمعمارية وأكاديمية العلوم الطبية وجامعة تيومين للنفط والغاز وأكاديمية العلوم الزراعية وأكاديمية الفنون الجميلة وغيرها. إضافة للجامعات تعمل في المدينة مجموعة كبيرة من معاهد التعليم المهني والثانويات المهنية ومدارس الموسيقى والفنون. وتعمل في المدينة مجموعة كبيرة من المكتبات العامة والاختصاصية.
وتوجد في المدينة مجموعة من المسارح مثل مسرح الدراما ومسرح الدمى ومسرح الشباب وغيرها. كما توجد فيها متاحف عديدة مثل متحف تاريخ المنطقة (1879) ومتحف منزل ماشاروف وغيرها. إضافة لذلك هناك عدد من دور السينما وقاعات الحفلات والغاليرهات والنوادي الاجتماعية والثقافية وغيرها من المؤسسات الثقافية.
اما في مجال الرياضة فتعمل في المدينة أكثر من 10 ملاعب وأكثر من 15 مجمعا للرياضة.
وتفتخر المدينة بمتنزهاتها وحدائقها العامة العديدة والجميلة جدا مثل الجنائن التاريخية ومتنزه غاغارين وجنينة الشباب وغيرها.
ومن المعالم التاريخية والمعمارية في المدينة:
- كاتدرائية زنامنسكايا – يعتبر مبنى الكاتدرائية أحد المعالم المعمارية للمدينة ورمزا من رموزها. بنيت الكاتدرائية عام 1786 على طراز باروكو الروسي. ومبنى الكاتدرائية ضخم جدا ويبهر العين بجماله وروعته. اغلقت الكاتدرائية عام 1929 وحول المبنى إلى سجن لغاية عام 1944. اعيدت الكاتدرائية إلى الكنيسة اللارثوذكسية الروسية عام 1944 ومن حينها تستقبل المصلين كل يوم.
- دير الثالوث الاقدس للرهبان – بني الدير عام 1616 ويتضمن كاتدرائية الثالوث الاقدس وكنيسة القديسين بطرس وبولس إضافة إلى صوامع الرهبان وقاعة الطعام والمطبخ. يقع الدير في الجهو الشمالية – الشرقية من المدينة على الضفة العليا لنهر تورا ومحاط من ثلاث جهات بسور حجري فيه بوابتين. بني الدير على طراز باروكو الأوكراني وذلك لكون رئيسه كان من أوكرانيا كما ان أغلب العاملين كانوا من أوكرانيا أيضا. اغلق الدير في عام 1930 واعيد في نهاية القرن الماضي حيث تجرى عليه عمليات الترميم والصيانة التي انجزت في كنيسة القديسين بطرس وبولس وقبة الكاتدرائية.
- جسر العشاق – جسر معلق للمشاة فقط على نهر تورا. بني الجسر مكان الجسر القديم الذي انهار عام 1979. سمي بجسر العشاق لانه في الذكرى الـ 417 لتأسيس المدينة اقيمت عليه مسابقة أطول قبلة ومن حينها أصبح يسمى بجسر العشاق. وأصبح تقليدا قدوم الشباب اليه بعد الانتهاء من مراسم تسجيل زواجهم ويربطوا على جوانبه الاقفال وترمى مفاتيحها في النهر. كما تربط عليه أيضا اشرطة ذات ألوان مختلفة.
- متحف منزل مشاراروف – كان هذا المنزل لاقامة صاحب مصنع الحديد الزهر. بني المنزل في نهاية القرن الـ 19 وفي الثلاثينات من القرن الماضي أصبح مستوصفا لرعاية الامومة والطفولة. بعد انتهاء أعمال الترميم والصيانة عام 1994 أصبح متحفا تعرض فيه منتجات المصنع المختلفة.
- جنينة القطط السيبيرية – هدية من بطرسبورغ قدمت إلى مدينة تيومين في ذكرى تاسيسها ويتضمن النصب تماثيل 12 قطة معدنية مغطاة بصبغ ذهبي خاص. يقال انه خلال فترة حصار مدينة لينينغراد ابان الحرب الوطنية العظمى اضطر اهلها إلى اكل قطط المدينة مما أدى إلى ازدياد ملحوظ بعدد الفئران والجرذان في المدينة. بعد فك الحصار عن المدينة بوشر بجلب القطط من مختلف مدن ومناطق روسيا إلى لينينغراد وذلك لحماية متحف الارميتاج وغيره من القصور التاريخية والمتاحف في المدينة.
- تسفيتنوي بولفار – بولفار المشاة في المدينة وهو هدية من اهالي مدينة يكاتيرنبورغ إلى اهالي مدينة تيومين في ذكرى تاسيس مدينتهم. يتضمن البولفار خمس ساحات: رياضية وسيرك والفنون والنوافير وساحة العشاق التي اقيم فيها نصب بعنوان «الحب».
كما توجد في المدينة العديد من المعالم التاريخية والمعمارية التي تستحق الزيارة.
تقع بالقرب من مدينة تيومين منابع المياه المعدنية الساخنة التي اقيمت بجوارها المنتجعات والمصحات، حيث يمكن السباحة هنا في مختلف فصول السنة. هذه الينابيع تشكل مسبحا في الهواء الطلق متوسط درجة حرارة الماء في هذا المسبح تعادل 45 درجة مئوية. وحسب رأي المختصين، ان السباحة في هذا الماء مفيد جدا وخاصة لمن يعاني من امراض في الجهاز العصبي وامراض القلب والاوعية الدموية. ولا ينصح بالسباحة في هذه المياه لفترة تزيد عن 20 دقيقة.

## الجغرافيا

### المناخ
| البيانات المناخية لـتيومين        | البيانات المناخية لـتيومين | البيانات المناخية لـتيومين | البيانات المناخية لـتيومين | البيانات المناخية لـتيومين | البيانات المناخية لـتيومين | البيانات المناخية لـتيومين | البيانات المناخية لـتيومين | البيانات المناخية لـتيومين | البيانات المناخية لـتيومين | البيانات المناخية لـتيومين | البيانات المناخية لـتيومين | البيانات المناخية لـتيومين | البيانات المناخية لـتيومين |
| الشهر                             | يناير                      | فبراير                     | مارس                       | أبريل                      | مايو                       | يونيو                      | يوليو                      | أغسطس                      | سبتمبر                     | أكتوبر                     | نوفمبر                     | ديسمبر                     | المعدل السنوي              |
| --------------------------------- | -------------------------- | -------------------------- | -------------------------- | -------------------------- | -------------------------- | -------------------------- | -------------------------- | -------------------------- | -------------------------- | -------------------------- | -------------------------- | -------------------------- | -------------------------- |
| الدرجة القصوى °م (°ف)             | 3.6 (38.5)                 | 7.3 (45.1)                 | 17.1 (62.8)                | 30.7 (87.3)                | 33.7 (92.7)                | 35.2 (95.4)                | 35.6 (96.1)                | 35.0 (95.0)                | 31.2 (88.2)                | 23.1 (73.6)                | 12.8 (55.0)                | 6.7 (44.1)                 | 35.6 (96.1)                |
| متوسط درجة الحرارة الكبرى °م (°ف) | −11.1 (12.0)               | −8.0 (17.6)                | 0.0 (32.0)                 | 9.7 (49.5)                 | 17.9 (64.2)                | 23.3 (73.9)                | 24.4 (75.9)                | 21.4 (70.5)                | 15.0 (59.0)                | 7.1 (44.8)                 | −3.5 (25.7)                | −9.1 (15.6)                | 7.3 (45.1)                 |
| المتوسط اليومي °م (°ف)            | −15.4 (4.3)                | −13.1 (8.4)                | −5.3 (22.5)                | 4.4 (39.9)                 | 11.7 (53.1)                | 17.3 (63.1)                | 18.9 (66.0)                | 16.2 (61.2)                | 10.3 (50.5)                | 3.3 (37.9)                 | −7.0 (19.4)                | −13.0 (8.6)                | 2.4 (36.3)                 |
| متوسط درجة الحرارة الصغرى °م (°ف) | −19.6 (−3.3)               | −18.1 (−0.6)               | −10.5 (13.1)               | −1.0 (30.2)                | 5.4 (41.7)                 | 11.3 (52.3)                | 13.4 (56.1)                | 11.0 (51.8)                | 5.5 (41.9)                 | −0.6 (30.9)                | −10.4 (13.3)               | −16.8 (1.8)                | −2.5 (27.5)                |
| أدنى درجة حرارة °م (°ف)           | −41.1 (−42.0)              | −38.9 (−38.0)              | −32.7 (−26.9)              | −21.9 (−7.4)               | −9.9 (14.2)                | −1.9 (28.6)                | 2.8 (37.0)                 | −0.1 (31.8)                | −5.6 (21.9)                | −19.2 (−2.6)               | −36.7 (−34.1)              | −44.0 (−47.2)              | −44.0 (−47.2)              |
| الهطول مم (إنش)                   | 23.0 (0.91)                | 14.8 (0.58)                | 17.8 (0.70)                | 25.4 (1.00)                | 42.2 (1.66)                | 56.3 (2.22)                | 88.9 (3.50)                | 55.8 (2.20)                | 53.8 (2.12)                | 37.4 (1.47)                | 37.0 (1.46)                | 25.8 (1.02)                | 478.2 (18.83)              |
| المصدر: Тюмень погода и климат    |                            |                            |                            |                            |                            |                            |                            |                            |                            |                            |                            |                            |                            |